# Bisnis Indonesia
Bisnis Indonesia – indonezyjski dziennik o tematyce biznesowej. Został założony w 1985 roku.
Obok pisma funkcjonuje także pokrewny serwis informacyjny bisnis.com.
Dzienny nakład pisma „Bisnis Indonesia” wynosi blisko 180 tys. egzemplarzy.
W grudniu 2020 r. serwis bisnis.com był 55. stroną WWW w kraju pod względem popularności (według danych Alexa Internet).